# Konrad Regler
Konrad Regler (* 5. Februar 1931 in Pfahldorf, Landkreis Eichstätt; † 29. Januar 2012 in Eichstätt) war ein deutscher Jurist und Politiker der CSU.

## Leben
Nach dem Abitur am Willibald-Gymnasium in Eichstätt im Jahre 1950 studierte Regler Rechts- und Staatswissenschaften in Erlangen. Beruflich war er zunächst in verschiedenen Funktionen bei Gericht tätig und wechselte 1959 in die Bayerische Verwaltung und 1962 als Vertreter des Bayerischen Innenministeriums nach Bonn.
Am 1. Mai 1970 wurde er im Alter von 38 Jahren zum Landrat des Landkreises Eichstätt gewählt. Mit großer Zustimmung wurde er bei den folgenden Wahlen in seinem Amt bestätigt, das er bis zu seiner Pensionierung am 30. April 1996 innehatte.
Regler war 24 Jahre lang Vorsitzender der Bayerischen Krankenhausgesellschaft und damit Vertreter der Interessen der 380 bayerischen Hospitäler. Von 1986 bis 1987 und von 1994 bis 1995 war er zudem Präsident der Deutschen Krankenhausgesellschaft (DKG).
Konrad Regler war seit 1998 erster Vorsitzender der Vereinigung der Freunde des Willibald-Gymnasiums Eichstätt.
Er war seit 1952 Mitglied der katholischen Studentenverbindung K.D.St.V. Gothia Erlangen.

## Auszeichnungen
- Bundesverdienstkreuz am Bande, 1983
- Bundesverdienstkreuz Erster Klasse
- Bayerischer Verdienstorden
- Kommunale Verdienstmedaille in Gold
- Staatsmedaille für Soziale Dienste, 1982
- Bürgermedaille Stadt Eichstätt, 1996
- Ehrenbürgerschaft der Stadt Eichstätt, 2005